# Atta insularis

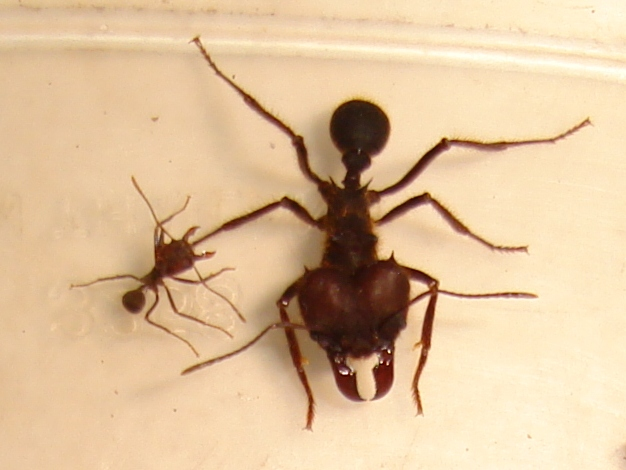
Casta guerrera y otra mucho menor.

La bibijagua (Atta insularis) (también vivijagua) es la mayor y más notable de las especies de hormigas de Cuba, endémica de esta isla. Tiene gran polimorfismo y sus obreras se especializan en diferentes actividades. Las soldados tienen cabezas notablemente grandes.
Defolian las plantas cortando las hojas en secciones curvas que delatan su actividad. Prefieren trabajar de noche, aunque también lo hacen de día, más si es en días nublados. Resultan asombrosas las columnas de transportadoras con trozos de hojas mayores que ellas levantados como si fueran sombrillas. Las hojas cortadas son llevadas al nido, donde son masticadas, humedecidas con saliva y gotitas fecales para cultivar un hongo alimenticio. 
Sus nidos son enormes, se descubren por uno o varios montículos que pueden estar distanciados varios metros entre sí. La altura del montículo puede a veces sobrepasar el metro, está formado por la tierra extraída de las galerías y es indicativo de la extensión de las mismas. Estos hormigueros en sitios naturales pueden ser muy duraderos, hasta más de 50 años.

## Ecología
La ecología de las hormigas cortadoras de hojas, bibijaguas, hormigas arrieras o cultivadoras de hongos como también se les conoce está muy relacionada con el hábitat y las condiciones edafoclimáticas donde se desarrollan las colonias.
La dinámica de estas Attini puede ser muy diferente si sus colonias se encuentran en un agroecosistema de cultivos temporales, cultivos permanentes, en campos abiertos o en sistemas agroforestales. 
En Cuba es reconocida popularmente la intensidad de forrajeo de Atta insularis durante el período nocturno. Sin embargo, esta especie bajo condiciones favorables de temperatura, humedad, radiación solar y baja incidencia de enemigos naturales puede realizar un vigoroso reclutamiento de material vegetal en las horas más frescas del día, todo ello teniendo en cuenta las necesidades intrínsecas de la colonia.
En Cuba existen tres especies de bibijaguas ellas son: Acromyrmex octospinosus Reich, 1793; Atta cubana Fontenla, 1995 y Atta insularis Guérin, 1944; algunas especies del género Atta se consideran exclusivas del país, es decir, únicamente se encuentran en Cuba.

## Plaga
Son una importante plaga para los cultivos que se encuentran al alcance de las caravanas que parten de sus nidos. Pueden ser especialmente dañinos para posturas en semilleros. Las plantas que apetecen pueden ser muy diversas y cambian sus preferencias a medida que se acaban las hojas de las plantas consumidas.
Cuba es el único país donde habita la bibijagua, Atta insularis Güerin, aunque en el continente americano desde el sur de los Estados Unidos (Texas y Luisiana) hasta la Argentina, se hallan "parientes" cercanos.

## Control biológico
En Cuba se usa la cepa LBB-1 de Beauveria bassiana para su control biológico. Se depositan 10 o 15 g del cebo micoinsecticida bibisav2 con dicha cepa por cada hoyo del hormiguero. Las esporas germinan sobre el cuerpo del insecto e invaden su interior hasta causarle la muerte.
Para ahuyentarlas también se usan la flor de muerto (Tagetes) y el vetiver, cuyas raíces contienen principios repelentes.